# Krzysztof Przybylski (ur. 1971)
Krzysztof Przybylski (ur. 25 kwietnia 1971 w Poznaniu) – polski piłkarz ręczny i trener, od 1 października 2008 do 30 maja 2010 szkoleniowiec reprezentacji Polski kobiet, od 23 listopada 2006 do 27 listopada 2008 przewodniczący Rady Miasta Piekar Śląskich.

## Kariera sportowa
Karierę zawodniczą zaczynał w Szombierkach Bytom, potem grał w Nakle Śląskim i Kuźni Raciborskiej. We wszystkich tych klubach sekcje piłki ręcznej zostały zlikwidowane. Przez dwa lata występował w AZS Katowice, a od 1994 roku do zakończenia kariery reprezentował Olimpię Piekary Śląskie. W roli szkoleniowca zadebiutował w styczniu 2005, obejmując męski zespół Olimpii. Podczas swej pracy w klubie osiągnął największy sukces w historii drużyny, zajmując 4. miejsce w ekstraklasie w sezonie 2006/2007. W sezonie 2007/2008 jako trener pracował ze szczypiornistkami Ruchu Chorzów, a następnie Zgody Ruda Śląska, którą poprowadził do zajęcia 5. miejsce w ekstraklasie. 1 października 2008 został powołany na trenera i selekcjonera reprezentacji Polski kobiet. Pod jego wodzą piłkarki rozegrały 34 mecze międzynarodowe. Przybylski podał się do dymisji 7 kwietnia 2010, po przegranych eliminacjach do Mistrzostw Europy 2010, a 30 maja 2010 zakończył pracę trenera kadry narodowej. W sezonie 2010/2011 był szkoleniowcem pierwszoligowego klubu szczypiornistów NMC Powen Zabrze, z którym osiągnął główny cel rozgrywek, czyli awans do ekstraklasy. Następnie pracował w zespole Piotrkowianina Piotrków Trybunalski, który objął w maju 2011 roku, po zdegradowaniu go do I ligi po siedmiu latach gry w ekstraklasie.

## Działalność społeczna i polityczna
Swoją działalność pozasportową rozpoczął poprzez start w wyborach samorządowych w 2002 roku, jednak nie otrzymał wystarczającej ilości głosów do uzyskania mandatu radnego miasta Piekary Śląskie. Podczas wyborów samorządowych w 2006 roku startując z Komitetu Wyborczego Wyborców Stanisława Korfantego uzyskał 5,84% głosów, co pozwoliło mu zasiąść w Radzie Miasta. Od 23 listopada 2006 do 27 listopada 2008 pełnił funkcję jej przewodniczącego, a 26 lipca 2007 zgodnie z jej uchwałą został wyznaczony przedstawicielem Piekar w Zgromadzeniu Górnośląskiego Związku Metropolitalnego. Od 27 września 2007 był też zastępcą przewodniczącego Rady Społecznej przy piekarskim Szpitalu Miejskim. W wyborach samorządowych w 2010 roku bezskutecznie ubiegał się o mandat radnego Sejmiku Województwa Śląskiego z list Platformy Obywatelskiej. W 2011 roku, w wyborach parlamentarnych również bez powodzenia z list tej partii kandydował do Sejmu. Od maja do października 2011 roku pełnił funkcję dyrektora Miejskiego Ośrodka Sportu i Rekreacji w Piekarach Śląskich.

## Życie prywatne
Jest żonaty z Iwoną, ma dwie córki: Michalinę i Małgorzatę. Od ponad 30 lat mieszka w Piekarach Śląskich.
W 1996 roku ukończył AWF w Katowicach i jest nauczycielem wychowania fizycznego w Miejskim Gimnazjum nr 2 w Piekarach Śląskich.